# Dictyosoma rubrimaculatum
Dictyosoma rubrimaculatum is een straalvinnige vissensoort uit de familie van stekelruggen (Stichaeidae). De wetenschappelijke naam van de soort is voor het eerst geldig gepubliceerd in 1978 door Yatsu, Yasuda & Taki.